# Francesco Antonio Soddu
Francesco Antonio Soddu (* 24. října 1959 Chiaramonti) je italský římskokatolický duchovní a biskup Terni-Narni-Amelia.

## Život
Narodil se 24. října 1959 v Chiaramonti.
Vstoupil do kněžského semináře a teologické vzdělání získal na Papežské teologické fakultě Sardinie, kde později získal licenciát z pastorální teologie. Dne 24. dubna 1985 byl arcibiskupem Salvatorem Isgrò vysvěcen na kněze a inkardinován do arcidiecéze Sassari. Stal se vicerektorem kněžského semináře v Sassari, tuto funkci vykonával do roku 1996. Poté byl farářem katedrály.
Od roku 2005 byl ředitelem arcidiecézní charity a následně národním ředitelem Caritas Italiana. Roku 2011 se stal členem arcidiecézního úřadu pro migranty a 27. října 2012 Papežské rady Cor Unum.
Dne 29. října 2021 jej papež František jmenoval biskupem Terni-Narni-Amelia. Biskupské svěcení přijal 5. ledna následujícího roku z rukou biskupa Giuseppa Piemontese a spolusvětiteli byli arcibiskup Gian Franco Saba a biskup Stefano Russo.